# Evangeline (1919)
Evangeline (bra: Evangelina) é um filme mudo estadunidense de 1919, escrito e dirigido por Raoul Walsh para a Fox Film Corporation, com roteiro baseado no poema Evangeline, A Tale of Acadie, de Henry Wadsworth Longfellow.

## Elenco
- Miriam Cooper ..... Evangeline
- Alan Roscoe ..... Gabriel
- Spottiswoode Aitken ..... Benedict Bellefontaine
- James A. Marcus ..... Basil
- Paul Weigel
- William A. Wellman[nota 1] ..... tenente britânico